# Menemerus bivittatus
Menemerus bivittatus é uma aranha da família Salticidae, comumente conhecida como papa-moscas ou a saltadora cinza de parede. É uma espécie pantropical e geralmente é encontrada nas paredes de edifícios ou em troncos de árvores onde persegue suas presas.

## Distribuição
Menemerus bivittatus é cosmopolita na distribuição sendo comum na maioria das regiões tropicais. Na América, a espécie é encontrada na Flórida, Texas e Califórnia (EUA) e ao sul até o Paraguai, incluindo algumas ilhas do Caribe. Muitas vezes, é visto no exterior de estruturas artificiais.

## Descrição
As saltadoras cinza de parede são achatados dorso-ventralmente e são cobertas com pequenos pelos densos e acinzentados. Há mechas de cerdas castanhas escuras perto dos grandes olhos voltados para a frente. As aranhas têm cerca de nove milímetros de comprimento, sendo o macho ligeiramente menor do que a fêmea. O macho tem uma franja dorsal longitudinal e preta com uma faixa branca acastanhada em ambos os lados do abdômen. A carapaça e a quelícera também são preta e branca e as pernas têm bandas transversais das mesmas cores. A fêmea é geralmente mais pálida e mais marrom, com uma maior carapaça e abdômen. Sua carapaça é afiada com duas bandas pretas e uma fina listra branca e seu abdômen está afiado com listras pretas largas em cada lado que se unem na extremidade posterior. Suas pernas são ligadas, mas são mais pálidas que as do macho. As aranhas imaturas se assemelham à fêmea.

## Biologia
A fêmea constrói o "saco de ovos" em uma fenda ou outro local oculto, onde ela coloca 25 a 40 ovos em um saco de seda como uma bolsa. Ela guarda os ovos até que eles eclodam em cerca de três semanas, após o que as jovens aranhas se dispersam. As aranhas masculinas desta espécie possuem um aparelho estridulatório que consiste em várias cerdas longas no fêmur palpático e uma série de cristas horizontais no lado externo das quelíceras. O som é gerado quando a aranha esfrega estes nervos para cima e para baixo contra os dentes palpeais. Acredita-se que isso seja parte de uma exibição de namoro pelo macho.
As aranhas novas e adultas se alimentam principalmente de pequenas moscas que ficam nas paredes. Eles não constroem uma teia, mas, em vez disso, perseguem suas presas antes de lançar um ataque pulando  sobre a vítima. Elas têm alta acuidade visual e seus grandes olhos são capazes de se concentrar em objetos e detectar diferentes cores. Elas usam sua habilidade de salto altamente coordenado para capturar suas presas e se mover de um lugar para outro. Elas são capazes de capturar insetos como algumas moscas gigantes que são pelo menos duas vezes o seu próprio tamanho.